# لی این
لی این (کره‌ای: 이인؛ زادهٔ ۱۴ ژوئن ۱۹۸۴) بازیگر اهل کره جنوبی است. او حرفه بازیگری خود را در سال ۱۹۸۸ به عنوان بازیگر کودک با نام هنری لی جون (کره‌ای: 이준) آغاز کرد. از سال ۲۰۰۸ او از نام اصلی خود برای فعالیت حرفه‌ای استفاده کرد.

## فیلم‌شناسی
گزیده فیلم‌شناسی

### مجموعه تلویزیونی
- دریاسالار جاوید یی سون شین (۲۰۰۴)
- هوانگ جین‌یی (۲۰۰۶)
- شاه سجونگ کبیر (۲۰۰۷)
- نقاش باد (۲۰۰۸)
- امپراتور آهن (۲۰۰۹)
- شکارچیان برده (۲۰۱۰)
- رسوایی سونگ‌کیون‌کوان (۲۰۱۰)
- پادشاه افسانه (۲۰۱۰)